# Cromosoma 19

Cromátida del cromosoma 19 y sus bandas.

El cromosoma 19 es uno de los 23 pares de cromosomas del cariotipo humano. La población posee, en condiciones normales, dos copias de este cromosoma, uno heredado de la madre y uno del padre durante la reproducción sexual.

## Genes

### Número de genes
La identificación de genes en cada uno de los cromosomas es obtenida por medio de diferentes métodos, lo que da lugar a pequeñas variaciones en el número de genes estimados en cada cromosoma, según el método utilizado.
| Base de datos | Genes codificantes de proteínas | ADN no codificante | Pseudogenes | Fecha      | Ref.               |
| ------------- | ------------------------------- | ------------------ | ----------- | ---------- | ------------------ |
| CCDS          | 1 380                           | --                 | --          | 26/10/2022 | [ 2 ]              |
| HGNC          | 1 389                           | 392                | 451         | 11/04/2025 | [ 5 ]              |
| Ensembl       | 1 477                           | 1 026              | 527         | 13/05/2024 | [ 6 ]              |
| UniProt       | 1 440                           | --                 | --          | 05/02/2025 | [ 7 ]              |
| NCBI          | 1 410                           | 476                | 546         | 23/08/2024 | [ 8 ] [ 9 ] [ 10 ] |

Los siguientes son algunos de los genes localizados en el cromosoma 19:

### Brazo corto (p)
- EYCL1: COLOR OJO 1; COLOR OJO, VERDE/AZUL; GRIS. Locus de mapa de genes 19p13.1-p13.11
- HCL1: COLOR PELO 1; COLOR PELO CASTAÑO; BRHC. Locus de mapa de genes 19p13.1-p13.11

- INSR: Receptor de insulina . 19p13.3-13.2
- LDLR: Receptor de la LDL. Locus de mapa de genes 19p13.3
- MIDN: Midnolina, 19p13.3

### Brazo largo (q)
- APOE: Apolipoproteína E, q 13.2
- BCKDHA: cadena con brazos ácido keto dehidrogenasa E1, alfa polipéptido (enfermedad urinaria del jarabe de arce)
- DMPK: proteína kinasa distrofia miotónica de Steinert q 13.2-13.3
- FBN3 : Fibrilina-3 (19p13.2)
- GCDH: glutaril-coenzima A dehidrogenasa
- HAMP: hepcidina péptido antimicrobiano (19q13.1)
- LHB: subunidad beta de la Hormona luteinizante βLH;  (Luteinizing hormone subunit beta, Lutropin beta chain, LH-B; LSH-B; LSH-beta;), está localizado en un acúmulo de genes llamado LHB/CGB en el brazo q en la banda 13.3
- KDELR1: Receptor 1 KDEL de retención de proteínas del RE (19q13.33)
- LIPS Lipasa sensible a hormonas (19q13.2)
- MCPH2: microcefalia, autosoma primario recesivo 2
- NOTCH3: Notch homólogo 3 (Drosophila)
- PRX: periaxina
- PSA: antígeno prostático específico
- SLC5A5: carrier soluto familia 5 (ioduro de sodio symporter), miembro 5
- STK11: serina/treonina kinasa 11 (síndrome de Peutz-Jeghers)
- TRIM28 : E3 SUMO-protein ligase TRIM28 (19q13.43)

## Enfermedades relacionadas
Las enfermedades siguientes son algunas de las relacionadas con genes del cromosoma 19:
- Enfermedad de Alzheimer
- Distonía-parkinsonismo de inicio rápido (DYT12)
- Arteriopatía cerebral autosómica dominante con infartos subcorticales y leucoencefalopatía
- Displasia Epifisaria Multiple
- miopatía centronuclear forma dominate autosomática
- enfermedad de Charcot-Marie-Tooth
- hipotiroidismo congénito
- acidemia glutárica tipo 1
- Hemocromatosis
- Enfermedad de la orina de jarabe de arce
- Distrofia miotónica
- síndrome de Peutz-Jeghers
- ataxia espinocerebelar tipo 6
- Hipercolesterolemia familiar mutación del gen del receptor del LDL.